# Nakfa érythréen
Pour les articles homonymes, voir Nakfa.
Le nakfa (code ISO 4217 : ERN ; en tigrigna : ናቕፋ, naḳfa ; en arabe : ناكفا ou نقفة, nākfā) est la devise officielle de l'Érythrée depuis le 8 novembre 1997, il est divisé en 100 cents.

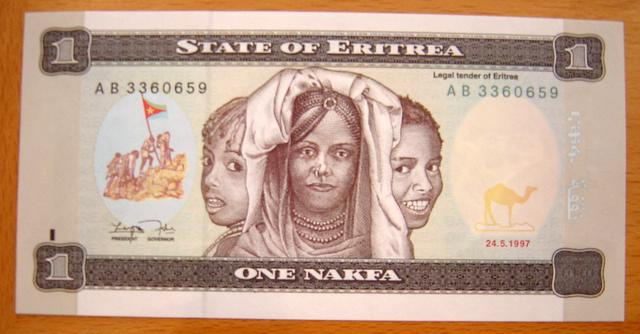
Billet de un nakfa
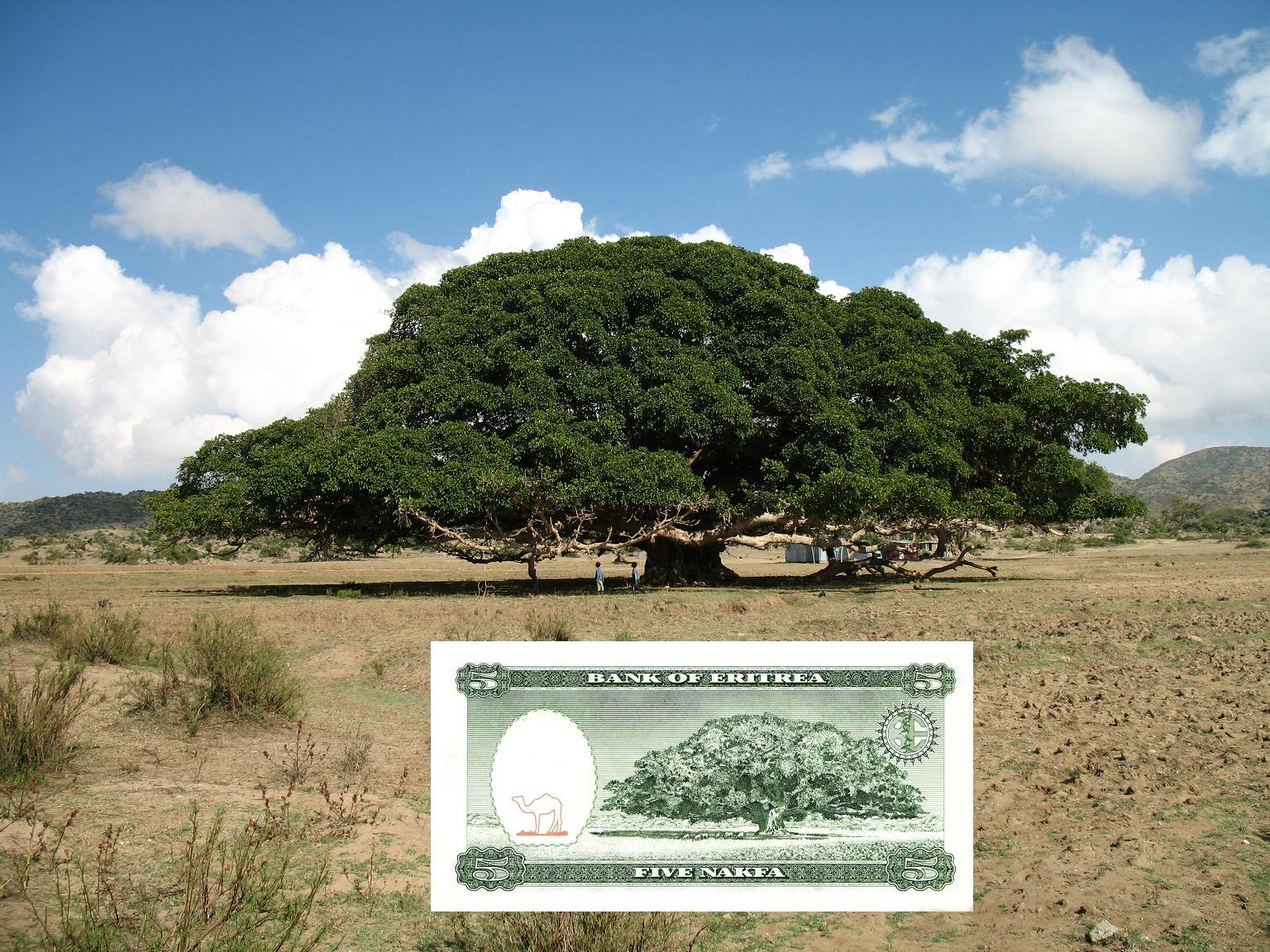
Sycomore géant ayant servi de modèle pour le billet de 5 nakfas érythréens